# LXXIV Corpo de Exército (Alemanha)
O LXXIV Corpo de Exército (em alemão:LXXIV. Armeekorps) foi um Corpo de Exército alemão que operou durante a Segunda Guerra Mundial.

## Comandantes
| Comandante                           | Data                                         |
| ------------------------------------ | -------------------------------------------- |
| General der Infanterie Erich Straube | 1 de agosto de 1943 - 15 de dezembro de 1944 |
| General der Infanterie Carl Püchler  | 15 de dezembro de 1944 - 16 de abril de 1945 |

## Área de operações
| Bretanha                     | agosto de 1943 - junho de 1944   |
| Normandia & Frente Ocidental | junho de 1944 - dezembro de 1944 |
| Alemanha & Bolsão de Ruhr    | dezembro de 1944 - abril de 1945 |